# Barnard 68
Barnard 68 is een moleculaire wolk, absorptienevel of Bokglobule in het zuidelijke sterrenbeeld Slangendrager in het melkwegstelsel op een afstand van ongeveer 500 lichtjaar, zo dichtbij dat er geen enkele ster tussen B68 en de zon te zien is. De Amerikaanse astronoom Edward Emerson Barnard voegde deze nevel in 1919 toe aan zijn catalogus van donkere nevels. Vanwege de ondoorzichtigheid is het interieur van Barnard 68 extreem koud, met een temperatuur van ongeveer 16 K (-257 ° C / -431 ° F). Zijn massa is ongeveer twee keer zo groot als die van de zon en de wolk meet ongeveer een half lichtjaar in doorsnede. 

## Kenmerken

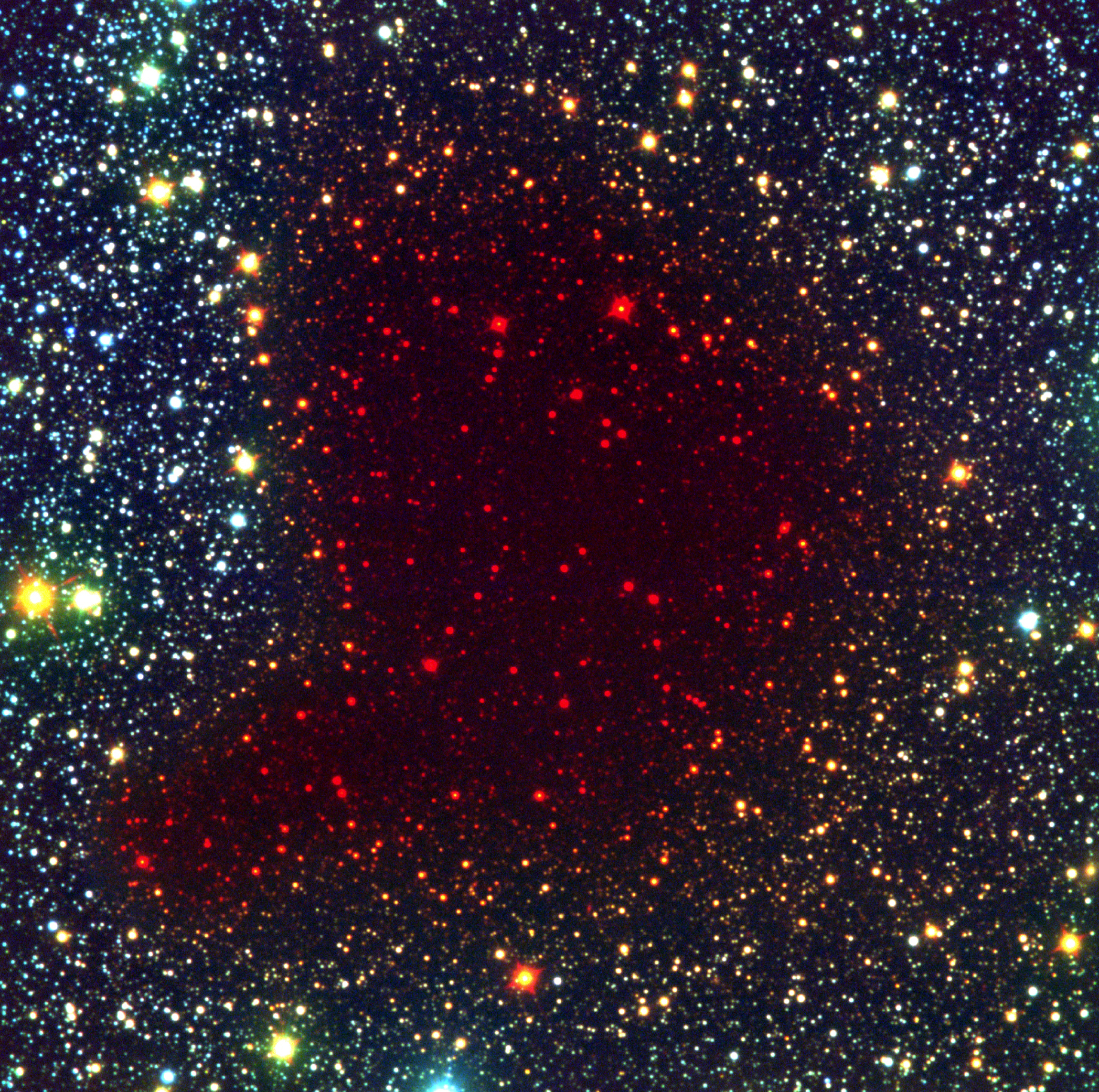
Barnard 68 op optische (440 nm), nabij-infrarood (768 nm) en infarode (2160 nm) golflengten

Ondanks dat ze vrijwel ondoorzichtig zijn bij golflengten van zichtbaar licht, heeft het gebruik van de Very Large Telescope de aanwezigheid onthuld van ongeveer 3.700 verduisterde achtergrondsterren, waarvan er ongeveer 1.000 alleen zichtbaar zijn op infrarode golflengten (rood op de afbeelding). Zorgvuldige metingen van de mate van verduistering resulteerden in een fijn bemonsterde en nauwkeurige kartering van de stofverdeling in de wolk. Waarnemingen verkregen met Herschel Space Observatory waren in staat om de verdeling van de stofcomponent en zijn temperatuur nog beter te bepalen. De locatie van de wolk in de zonsomgeving vergemakkelijkt de observatie en meting aanzienlijk. 
Als de wolk niet wordt verstoord door externe krachten, is de stabiliteit ervan een fijn evenwicht tussen de uitwendige druk veroorzaakt door de hitte of druk van de inhoud van de wolk, en de inwendige zwaartekracht die door dezelfde deeltjes wordt gegenereerd. Dit zorgt ervoor dat de wolk wiebelt of oscilleert op een manier die veel lijkt op die van een grote zeepbel of een met water gevulde ballon die heen en weer beweegt. 
Om de wolk een ster te laten worden, moet de zwaartekracht lang genoeg de overhand krijgen om de wolk te laten instorten en een temperatuur en dichtheid te bereiken waar kernfusie kan worden volgehouden. Wanneer dit gebeurt, signaleert de veel kleinere omvang van de steromhulling een nieuw evenwicht tussen sterk toegenomen zwaartekracht en stralingsdruk. 
De massa van de wolk is ongeveer twee keer zo groot als die van de zon en meet ongeveer een half lichtjaar in doorsnede. De goed gedefinieerde randen van Barnard 68 en andere kenmerken laten zien dat het op het punt staat om door de zwaartekracht in te storten, gevolgd door het ontstaan van een ster binnen de komende 200.000 jaar. 
De wolk wordt soms verward met het Gat van Boötes, hoewel de twee niets gemeen hebben.